# Kazimierz Ferdynand Wojakowski
Kazimierz Ferdynand Andrzej Wojakowski (ur. 4 marca 1895 w Huciskach, zm. 17 lutego 1986 w Middlesex) – podpułkownik saperów Wojska Polskiego i Polskich Sił Zbrojnych, kawaler Orderu Virtuti Militari. W 1959 został awansowany do stopnia pułkownika saperów.

## Życiorys
Urodził się 4 marca 1895 w Huciskach jako syn urzędnika kolejowego Władysława Wojakowskiego i Kornelii z domu Baczyńskiej-Pukrzysz. Uczył się w szkole powszechnej w Makowie Podhalańskim, następnie kształcił się do 1912 w c. k. Gimnazjum w Mielcu (gdzie osiadła jego rodzina), do 1913 w gimnazjum w Krakowie, do 1914 w c. k. I Gimnazjum w Jarosławiu, gdzie w tym roku ukończył VII klasę. Był członkiem Stałej Drużyny Sokolej w Mielcu. Kierował sekcją w gminie szkolnej jarosławskiego gimnazjum. Przed 1914 miał podjąć studia.
Po wybuchu I wojny światowej został żołnierzem Legionów Polskich w sierpniu 1914, przydzielony do 2 pułku piechoty w składzie II Brygady, gdzie służył w 14 kompanii IV batalionu, a od grudnia 1914 służył w oddziale oddziału karabinów maszynowych. Brał udział w kampanii swojego pułku, mianowany sekcyjnym, następnie w połowie grudnia 1915 plutonowym. Od grudnia 1916 studiował w pionierach Technicznej Akademii Wojskowej w Homburgu, został absolwentów szkolenia przeciwgazowe w Wiedniu i kursu minerów w Mrudern. Był żołnierzem Polskiego Korpusu Posiłkowego, po którego rozwiązaniu został wcielony do c. i k. armii i skierowany do działań na froncie włoskim, serbskim. Został awansowany do stopnia podporucznika 15 sierpnia 1918. Od 17 sierpnia do 15 września 1918 służył w batalionie zapasowym saperów w Przemyślu, a od 31 października 1918 w 24 kompanii saperów.
Po odzyskaniu przez Polskę niepodległości został przyjęty do Wojska Polskiego. Brał udział w wojnie polsko-ukraińskiej uczestnicząc w obronie Przemyśla i obronie Lwowa. Służył w 3 Dywizji Piechoty Legionów, w I batalionie saperów 9 Dywizji Piechoty, IV batalionie saperów, w Dowództwie Saperów Ministerstwa Spraw Wojskowych. W wojnie polsko-bolszewickiej wykazywał się odważnymi czynami. Został awansowany do stopni kapitana inżynierii i saperów ze starszeństwem z dniem 1 czerwca 1919. W latach 20. był oficerem 1 pułku saperów, w tym czasie w 1923 odkomenderowany na studia na Politechnice Lwowskiej), w 1928 był oficerem Zarządu Fortecznego Dęblin. Ukończył studia na Politechnice Lwowskiej. Został awansowany do stopni majora inżynierii i saperów ze starszeństwem z dniem 1 stycznia 1932. W 1932 był oficerem 4 batalionu saperów w Przemyślu. W latach 30. służył jako oficer sztabu dowództwa 3 Grupy Saperów do 1939. Po wybuchu II wojny światowej podczas kampanii wrześniowej był dowódcą saperów dywizyjnych 26 Dywizji Piechoty oraz dowódcą 26 batalionu saperów. Później został oficerem Polskich Sił Zbrojnych. 
Po wojnie pozostał na emigracji w Wielkiej Brytanii. W 1959 został awansowany do stopnia pułkownika saperów. Był powoływany przez Prezydenta RP na uchodźstwie na członka Kapituły Krzyża Orderu Wojennego Virtuti Militari 7 marca 1960, 7 marca 1964. Był członkiem Rady Rzeczypospolitej Polskiej III kadencji od 9 września 1963 do 1966 z ramienia Niezależnego Ruchu Społecznego. Zmarł 17 lutego 1986 w Middlesex. Pochowany na cmentarzu Gunnersbury.

## Ordery i odznaczenia
- Krzyż Srebrny Orderu Virtuti Militari nr 8196[3]
- Krzyż Niepodległości (9 listopada 1931)[23][3]
- Krzyż Oficerski Orderu Odrodzenia Polski (3 maja 1961)[24]
- Krzyż Walecznych (pięciokrotnie)[3]
- Złoty Krzyż Zasługi (przed 1939)[16]
- Medal Dziesięciolecia Odzyskanej Niepodległości[3]
- Medal za Długoletnią Służbę[3]
- Gwiazda Przemyśla[3]
- Odznaka Honorowa „Orlęta”[3]
- Medal 10 Rocznicy Wojny Niepodległościowej (Łotwa)[25][3]
- Srebrny Medal Waleczności (dwukrotnie, Austro-Węgry)[3]